# Mistrzostwa Świata w Półmaratonie 2000
9. Mistrzostwa Świata w Półmaratonie – zawody lekkoatletyczne, które 12 listopada 2000 roku odbyły się w meksykańskim mieście Veracruz.

## Rezultaty

### Mężczyźni
|               | Złoto                                            | Srebro                                                  | Brąz                                                |
| Indywidualnie | Paul Tergat 1:03:47                              | Phaustin Baha Sulle 1:03:48                             | Tesfaye Jifar 1:03:50                               |
| Drużynowo     | Kenia · Paul Tergat · Joseph Kimani · David Ruto | Etiopia · Tesfaye Jifar · Ibrahim Seid · Gemechu Kebede | Belgia · Koen Allaert · Guy Fays · Christian Nemeth |

### Kobiety
|               | Złoto                                                     | Srebro                                                       | Brąz                                                                |
| Indywidualnie | Paula Radcliffe 1:09:07                                   | Susan Chepkemei 1:09:40                                      | Lidia Șimon 1:10:24                                                 |
| Drużynowo     | Rumunia · Lidia Șimon · Mihaela Botezan · Cristina Pomacu | Japonia · Mizuki Noguchi · Yukiko Okamoto · Yasuko Hashimoto | Rosja · Lidia Grigorjewa · Galina Aleksandrowa · Zinajda Siemionowa |

## Występy reprezentantów Polski

### Kobiety
- Dorota Gruca zajęła 32. miejsce z czasem 1:17,27